# Evangelický hřbitov v Mistřovicích
Evangelický hřbitov v Mistřovicích se nachází ve městě Český Těšín, v centru části Mistřovice, a to na ul. Selské. Má rozlohu 1601 m² (bez pozemku s kaplí).

## Historie
Evangelický (luterský) hřbitov v Mistřovicích byl založen v první polovině 19. století. Hřbitovní kaple je z roku 1903 (nahradila dřívější dřevěnou zvonici z roku 1849).
Hřbitov je ve vlastnictví sboru SCEAV v Českém Těšíně; jeho provozovatelem je město Český Těšín.
Mezi významné osobnosti pohřbené na hřbitově patří partyzánka Anna Delong či poslanec Jerzy Cienciała.

## Galerie

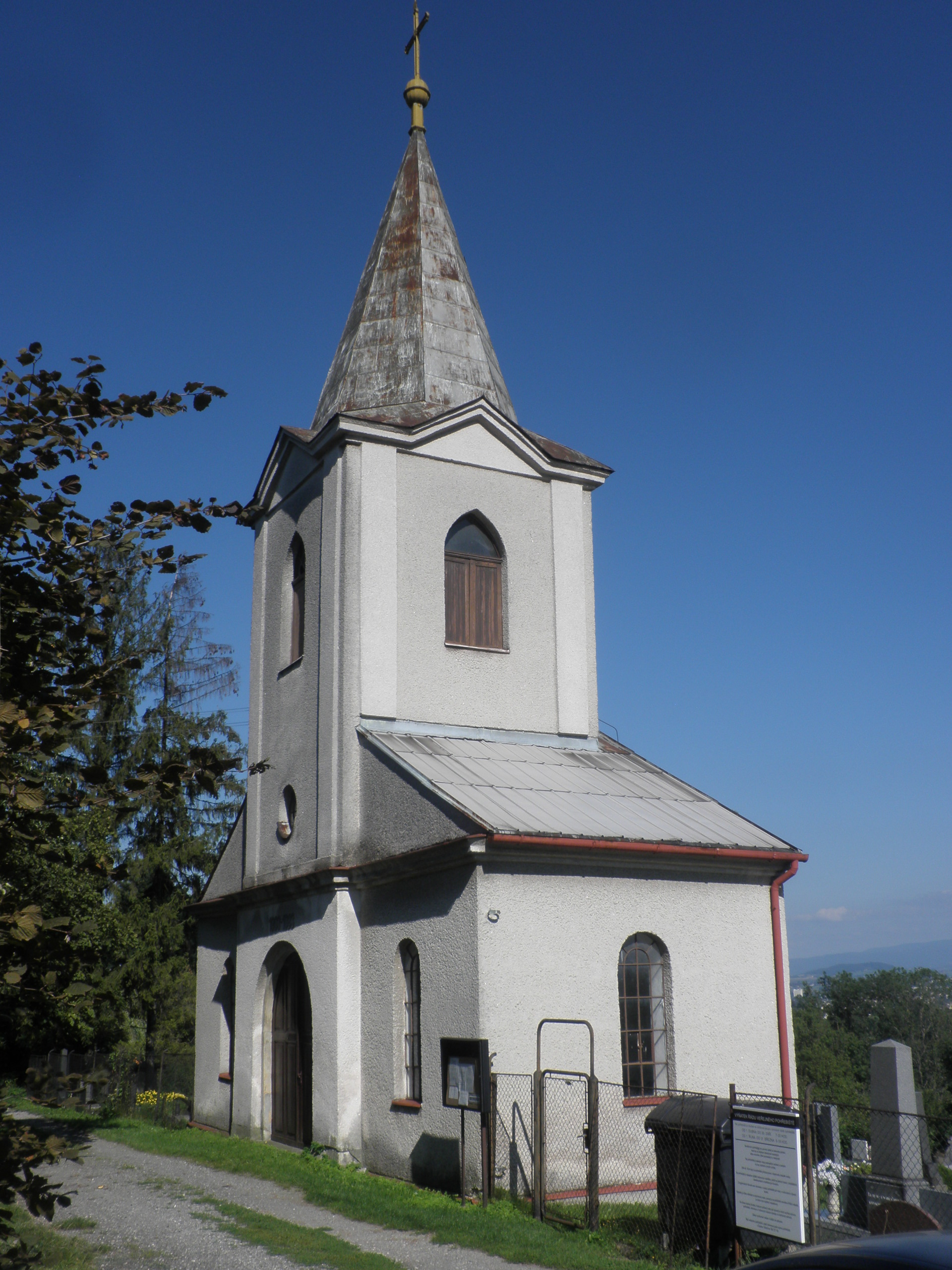
Hřbitovní kaple
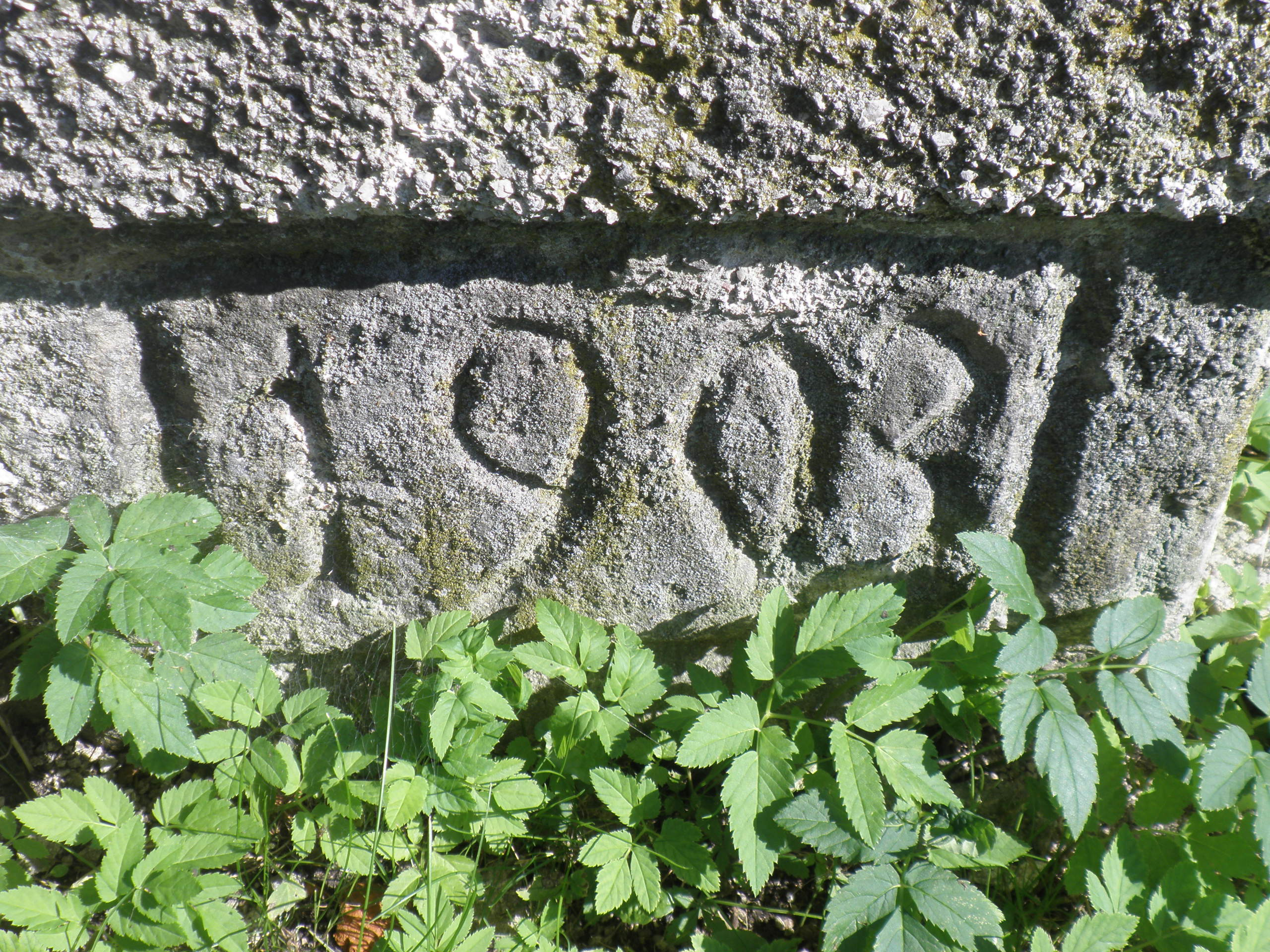
Vročení 1903 na zdi hřbitovní kaple
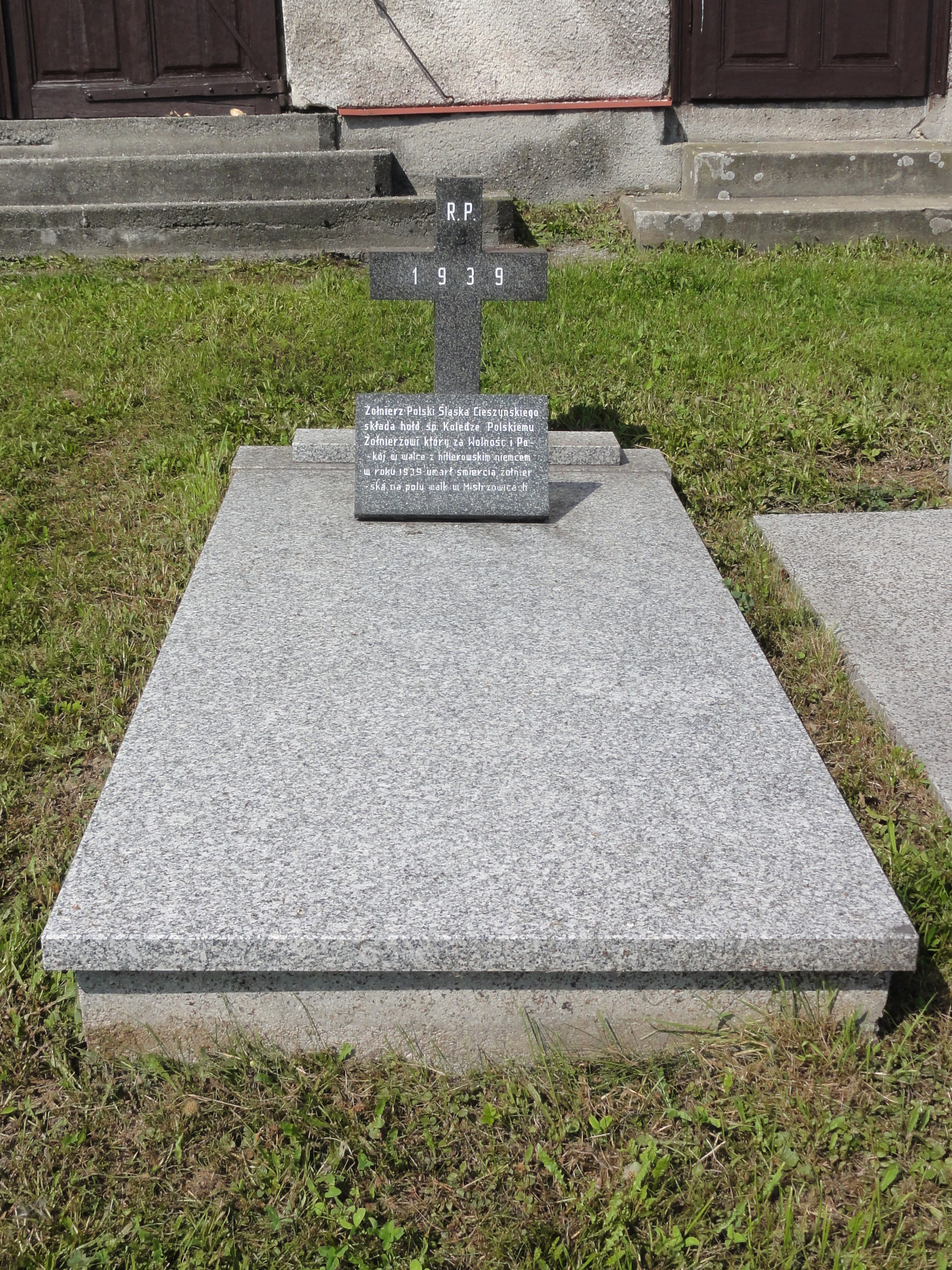
Hrob polského vojáka
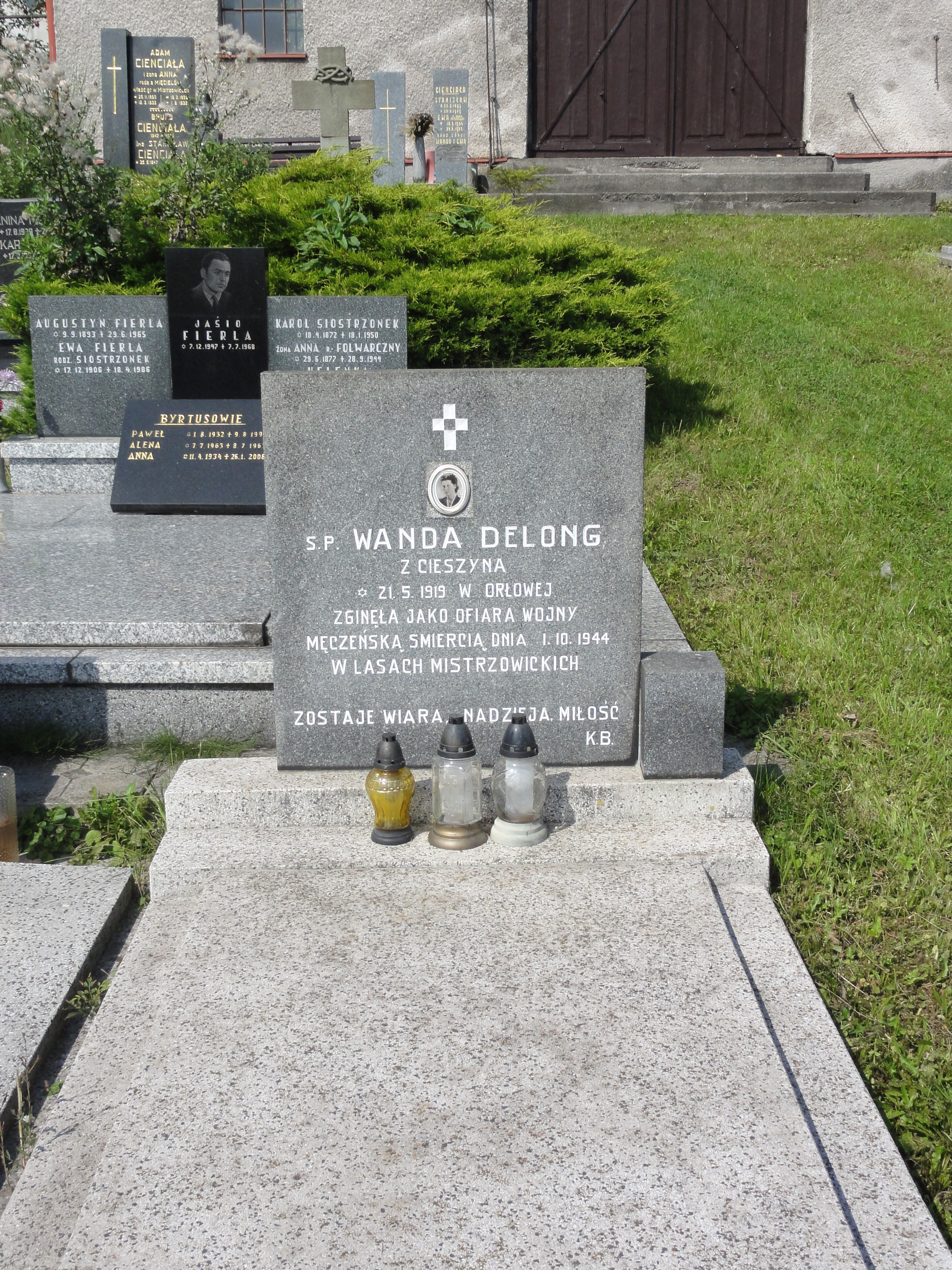
Hrob partyzánky Wandy Delong
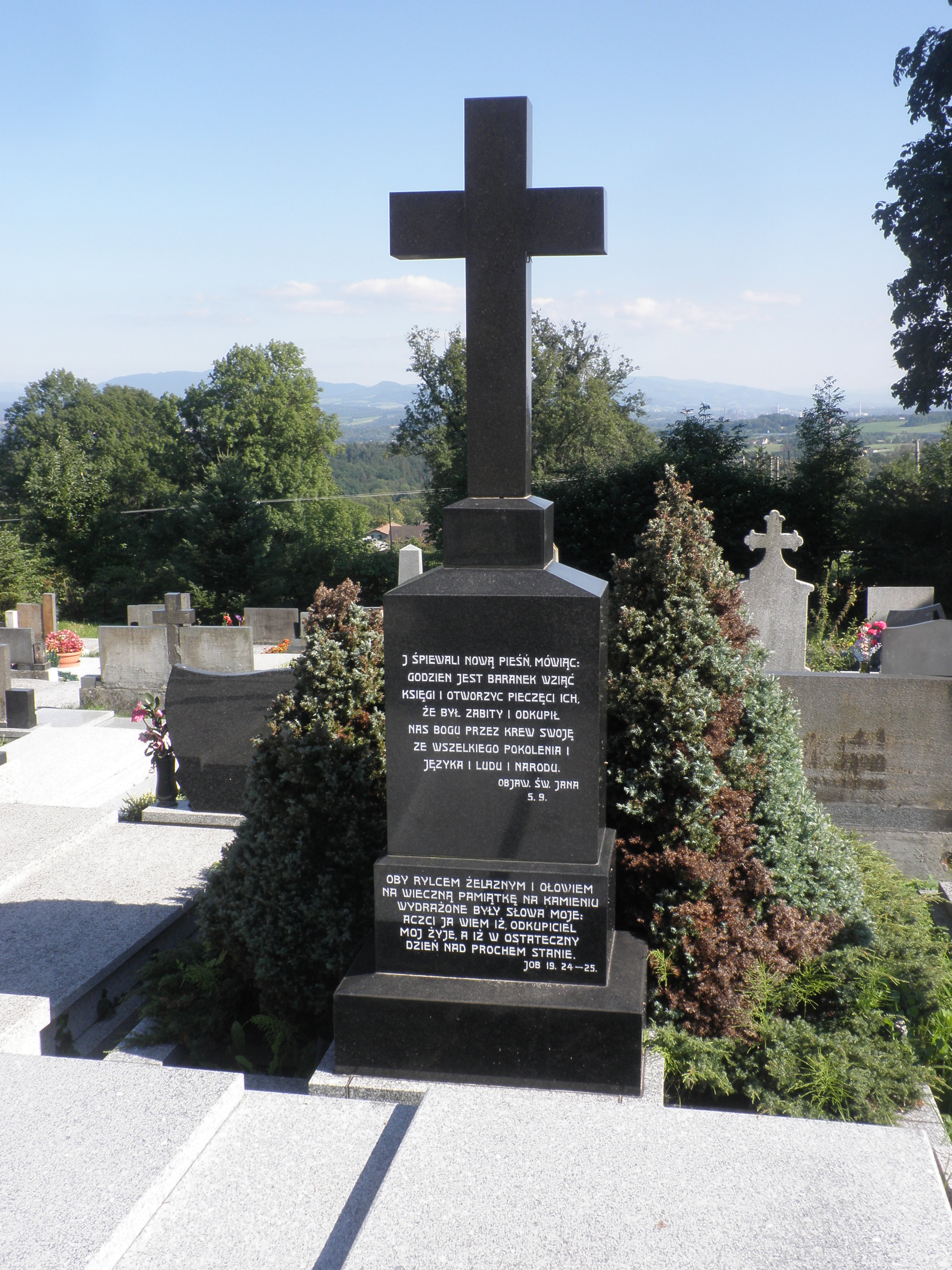
Rubová část náhrobku poslance Jerzyho Cienciały